# Andreaea gainii
Andreaea gainii Cardot è una specie di muschio della famiglia Andreaeaceae.

## Descrizione
Si distingue dalle altre specie del genere Andreaea per le foglie obovato-spatulate dal margine crenato-dentato.

## Distribuzione e habitat
Andreaea gainii è stato a lungo considerato un muschio endemico dell'Antartide, ma recenti segnalazioni in Georgia del Sud e nelle Isola Macquarie hanno esteso il suo areale all'area subantartica; la sua presenza è stata inoltre documentata in Tasmania e nella Terra del Fuoco e pertanto A. gainii può essere definita una specie «anfi-Pacifica subantartico-Antartica».
Cresce su rocce e terreni esposti.